# Generatief antagonistennetwerk

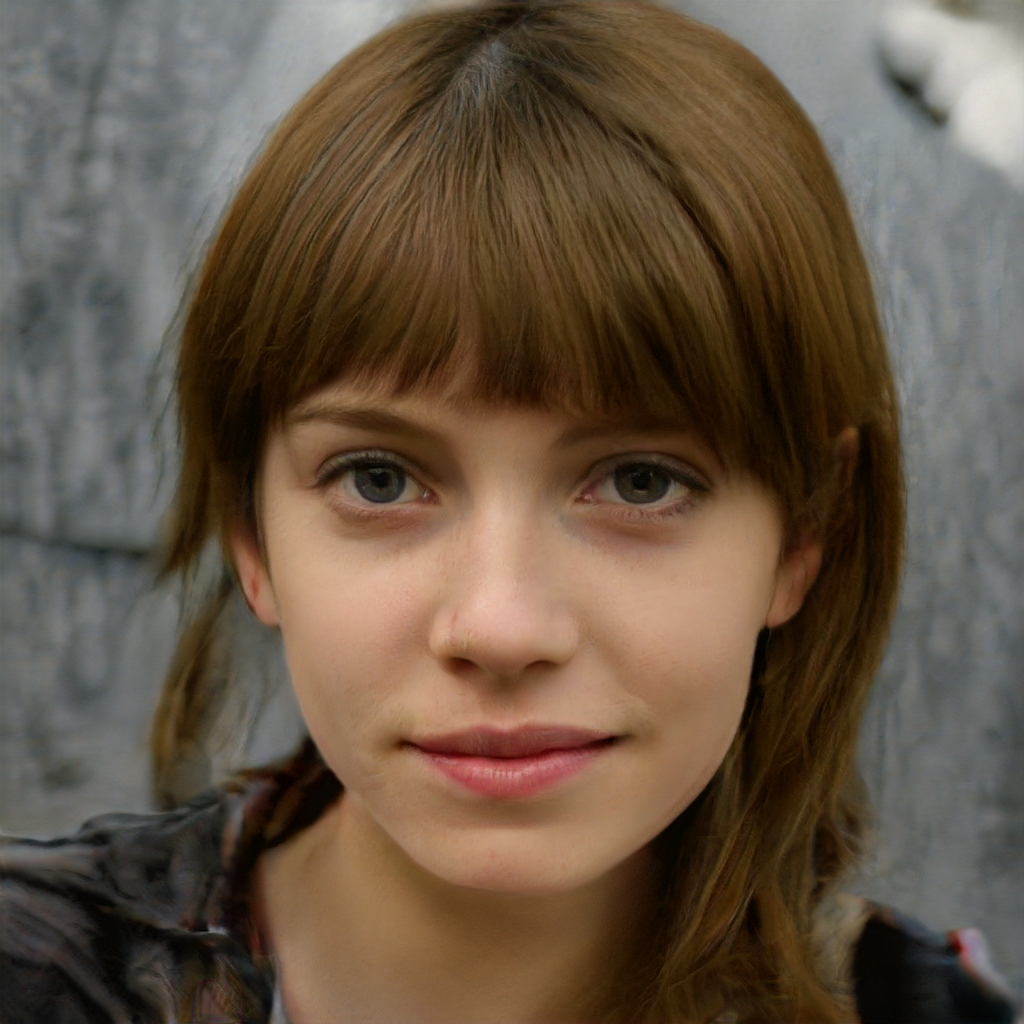
Een beeld van een jonge vrouw, gegenereerd door StyleGAN, een generatief antagonistennetwerk (GAN). De persoon op deze foto bestaat niet, maar wordt door kunstmatige intelligentie gegenereerd vanuit een analyse van portretten.

In kunstmatige intelligentie is een generatief antagonistennetwerk (Engels generative adversarial network of GAN, Frans réseaux antagonistes génératifs) een klasse van algoritmen voor ongecontroleerd leren.
Een GAN is een generatief model waar twee netwerken met elkaar concurreren in een speltheorie-scenario. Het eerste netwerk is de generator, die een staal (monster) genereert (bijvoorbeeld een beeld), terwijl de tegenstander, de discriminator, probeert te detecteren of het monster echt is, dan wel “gefabriceerd” werd door de generator. Het leerproces kan worden gemodelleerd als een nulsomspel.
Een van de eerste praktische resultaten van deze toepassing was het genereren van hoogst realistische beelden, wisselend gedemonstreerd op een website. Intussen wordt ook Russisch onderzoek gemeld naar toepassingen in de farmacie, bij het ontwikkelen van nieuwe moleculaire structuren. En een Franse groep kunstenaars genereerde met een GAN een fictief beeld uit een selectie van beelden met gemeenschappelijke visuele kenmerken. Vervolgens werd het resultaat door de groep kunstenaars aangepast en verbeterd. Bij verkoop in oktober 2018 bracht de nieuwe creatie 432.500 dollar op.
Aan de basis van deze algoritmen ligt onderzoek uit 2014 van Ian Goodfellow en collega’s aan de Universiteit van Montreal.